# Torch song
Una torch song (literalmente: «canción antorcha») es una canción sentimental de amor, en la cual el yo lírico se lamenta de un amor no correspondido o perdido, en el cual una de las partes olvidó a la otra, la superó o bien un triángulo amoroso afectó la relación. El término en inglés proviene del dicho to carry a torch for someone, es decir, mantener encendida la llama de un amor, posiblemente no correspondido. Tommy Lyman comenzó a usar la expresión en su elogio a «My Melancholy Baby».
La expresión aparece en la canción «Jim», que se popularizó con las versiones de Billie Holiday, Sarah Vaughan y Ella Fitzgerald: 

Someday, I know that Jim will up and leave me 

But even if he does you can believe me

I'll go on carryin' the torch for Jim.

I'll go on lovin' my Jim.
Algún día sé que Jim se levantará y me dejará
Pero aunque lo haga, puedes creerme 

Seguiré sintiendo amor por Jim

Seguiré amando a mi Jim.

Este tipo de canciones corresponde más a un tema que a un género y se puede apartar del estilo más tradicional e influenciado por el jazz. La tradición estadounidense de la torch song se apoya en la estructura melódica del blues. Por ejemplo, en el álbum de 1955 de Billie Holiday Music for Torching.